# Platycercinae
Sous-famille
Les Platycercinae sont une sous-famille d'oiseaux de la famille des Psittacidae originaires d'Australie, de Nouvelle-Zélande, de Nouvelle-Calédonie et d'autres îles de la région. Ces espèces sont communément appelées « perruche » d'Asie du Sud-Est qui, en plus de leur appartenance à la même écorégion, se caractérisent par la présence de longues rectrices.
Les analyses des séquences d'ADN mitochondial suggèrent que la radiation évolutive ayant contribué à l'émergence de ce groupe de perroquets à longues queues est aussi ancienne que celles qui ont donné naissance à la lignée des cacatoès ou celle des loris et loriquets. Des analyses permettent également de supposer que quelques genres, Polytelis mais peut être aussi Alisterus et Aprosmictus, doivent être inclus dans ce groupe.

## Liste des tribus et genres
Selon BioLib (19 février 2022) :
- tribu Pezoporini
  - genre Neophema Salvadori, 1891
  - genre Neopsephotus Mathews, 1912
  - genre Pezoporus Illiger, 1811
- tribu Platycercini
  - genre Barnardius Bonaparte, 1854
  - genre Cyanoramphus Bonaparte, 1854
  - genre Eunymphicus Peters, 1937
  - genre Lathamus Lesson, 1830
  - genre Northiella Mathews, 1912
  - genre Platycercus Vigors, 1825
  - genre Prosopeia Bonaparte, 1854
  - genre Psephotellus Mathews, 1913
  - genre Psephotus Gould, 1845
  - genre Purpureicephalus Bonaparte, 1854

## Étymologie
Attribué initialement au nom du genre Platycercus, le nom de ce groupe est issu de termes en grec ancien signifiant « à la queue large » ou « à la queue plate ».